# Козма Косински
Косма Косински († после 1240) - преподобни Руске православне цркве, савременик Константина Косинског.

## Манастир Косин
Био је монах у новгородском манастиру Светог Варлаама Хутинског. На самом крају 12. века, заједно са монахом Константином, преселио се на забачено острво, три версте од града Старја Руса, и ту су основали манастир Косин.
Константин је, пре своје смрти 1240. године, желео да га Козма наследи на месту Игумана, али је он то одбио и наставио свој подвижнички живот као прост монах. Када је умро није познато. Његове мошти, заједно са моштима Светог Константина, почивају у Косинском манастиру.
Православна црква га помиње 29. јула и у Саборном храму новгородских светих – у 3. недељу по Духовима.